# 石岩镇
石岩镇，是中华人民共和国黑龙江省牡丹江市寧安市下辖的一个乡镇级行政单位。

## 行政区划
石岩镇下辖以下地区：
石岩村、幸福村、四合村、爱路村、前进村、拥军村、东和村、民主村、团山子村、腰岭村、永富村、平安村、丰产村、和平村、东华村、建设村、乐园村和民安村。